# Die flederoma
Die flederoma er en dansk dansk animationsfilm for børn fra fra 2010, der er skrevet og instrueret af Stine Sørensen.

## Handling
Denne artikel mangler et handlingsreferat. Hjælp os med at skrive det.